# Teledapus hospes
Teledapus hospes là một loài bọ cánh cứng trong họ Cerambycidae.